# Diagnòstic mèdic

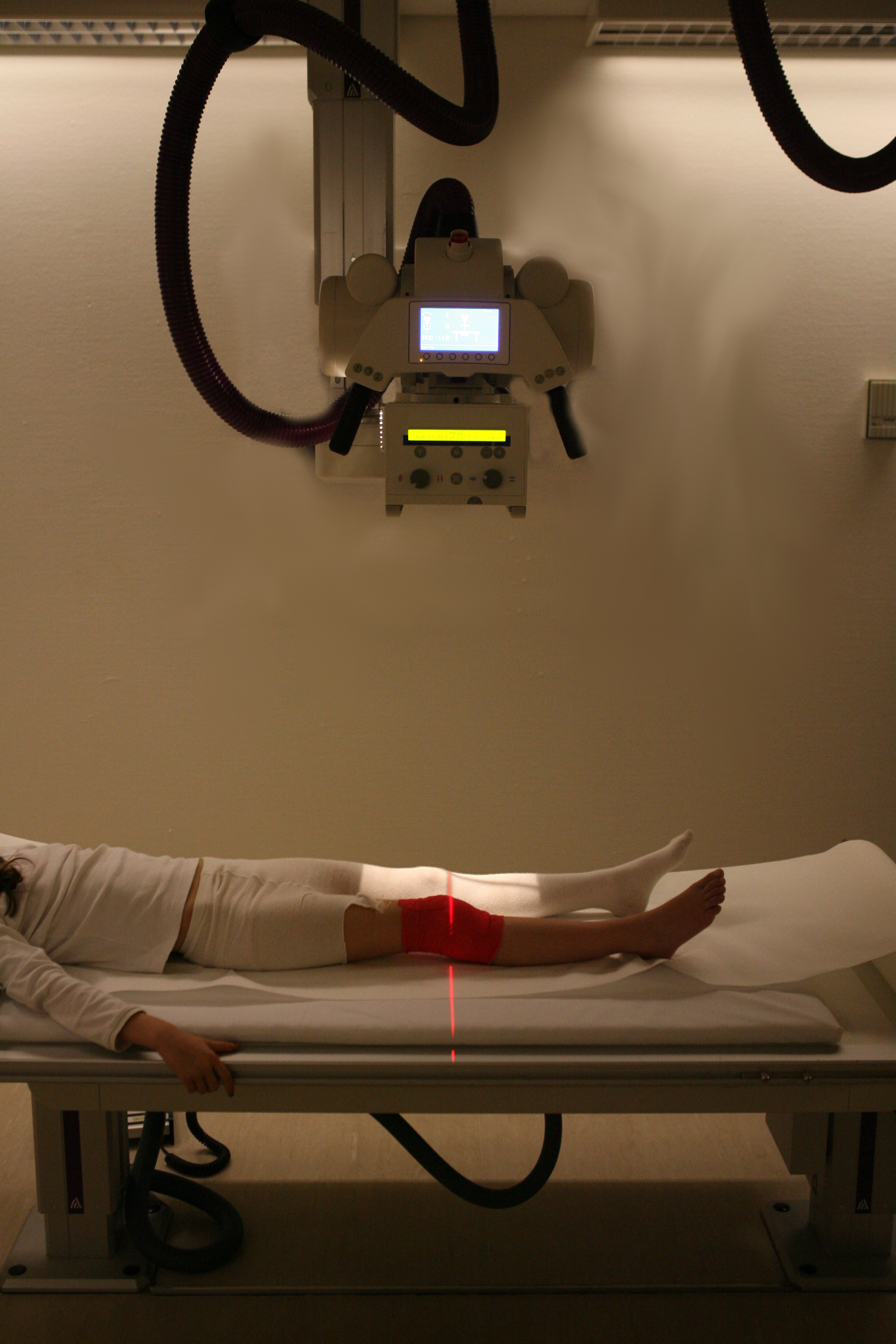
La radiografia és una eina important en la diagnosi en alguns casos.

El diagnòstic mèdic o diagnosi és el procés a través del qual es determina quina malaltia o condició explica els símptomes o signes d'un pacient a través de l'observació de diversos signes diagnòstics. El coneixement s'obté a través de la història clínica, l'observació clínica i l'estudi analític. L’observació clínica pot ser ocular, per palpitació, per percussió i per auscultació; mentre que els estudis analítics poden ser biològics, anatomicopatològics, radiològics o isotòpics, entre d'altres.

## Història
Els primers exemples registrats de diagnòstic mèdic es troben en els escrits d'Imhotep (2630–2611 aC) a l'antic Egipte (el papir Edwin Smith). Un manual mèdic babilònic, el Manual de diagnòstic escrit per Esagil-kin-apli (1069-1046 aC), va introduir l'ús de l'empirisme, la lògica i la racionalitat en el diagnòstic d’una malaltia o malaltia. La medicina tradicional xinesa, tal com es descriu al cànon interior de l'emperador Huangdi Neijing, especificava quatre mètodes diagnòstics: inspecció, auscultació-olfacció, interrogació i palpació. Es sabia que Hipòcrates feia diagnòstics provant l'orina dels seus pacients i olorant-ne la suor.
Hi ha obres que ofereixen una bibliografia específica sobre la diagnosi mèdica.

## Eines pel diagnòstic
- Anamnesi: És la informació proporcionada pel pacient durant l'entrevista clínica útil per analitzar la seva situació clínica.[8]
- Símptomes:[9] Són les experiències subjectives negatives físiques que refereix el pacient, recollides pel metge en l'anamnesi durant l'entrevista clínica, amb un llenguatge mèdic, és a dir comprensible per a tots els metges. Per exemple, els pacients a la sensació de falta d'aire o percepció incòmoda i desagradable en la respiració (dispnea), en diuen ofec, angoixa, fatiga, cansament fàcil ...
- Signes:[10] Són les troballes objectius que detecta el metge observant a el pacient, per exemple la taquipnea a més de 30 respiracions per minut. La semiòtica mèdica o semiologia clínica és la part de la medicina que tracta dels signes de les malalties des del punt de vista de la diagnosi i de el pronòstic.
- Exploració física o Semiotécnica:[11] Consisteix en diverses maniobres que realitza el metge sobre el pacient, sent les principals la inspecció, palpació, percussió, olorar i auscultació, amb les que s'obtenen signes clínics més específics.[12]

Tots els símptomes referits en l'anamnesi i els signes objectivats en l'exploració física són anotats en la història clínica del pacient.
Generalment, els signes i símptomes defineixen una síndrome que pot estar ocasionat per diverses malalties. El metge ha de formular una hipòtesi sobre les malalties que poden estar ocasionant la síndrome i per comprovar la certesa de la hipòtesi sol·licita exploracions complementàries.

## Tipus
Els subtipus de diagnòstics inclouen:
Diagnòstic clínic
Un diagnòstic fet sobre la base de signes mèdics i de símptomes reportats.
Diagnòstic de laboratori
Un diagnòstic basat significativament en els informes de laboratori o els resultats de les proves, en lloc de l'examen físic del pacient. Per exemple, un diagnòstic adequat de malalties infeccioses sol requerir tant un examen de signes i símptomes, com els resultats de les proves de laboratori i les característiques del patogen implicat.
Diagnòstic de radiologia
Un diagnòstic basat principalment en els resultats d'estudis d'imatge mèdica. Les fractures de Greenstick són diagnòstics radiològics habituals.
Diagnòstic de teixits
Un diagnòstic basat en l'examen macroscòpic, microscòpic i molecular de teixits com ara biòpsies o òrgans sencers. Per exemple, un diagnòstic definitiu de càncer es realitza mitjançant l'examen de teixits per un patòleg.
Diagnòstic principal
Diagnòstic mèdic únic que és més rellevant per a la queixa principal o la necessitat de tractament del pacient. Molts pacients tenen diagnòstics addicionals.
Diagnòstic d'admissió
El diagnòstic donat com a motiu pel qual el pacient va ingressar a l'hospital; pot diferir del problema real o dels "diagnòstics d'alta", que són els diagnòstics registrats quan es dona l'alta a l'hospital.
Diagnòstic diferencial
Un procés d'identificació de tots els possibles diagnòstics que es podrien relacionar amb els signes, símptomes i troballes de laboratori i, a continuació, descartar els diagnòstics fins que es pugui fer una determinació final.

Diagnòstic per exclusió
Quan s'arriba al diagnòstic per un procés d'eliminació d'altres trastorns similars.
Criteris de diagnòstic
Designa la combinació de signes, símptomes i resultats de proves que el clínic utilitza per intentar determinar el diagnòstic correcte. Són estàndards, normalment publicats per comitès internacionals, i estan dissenyats per oferir la millor sensibilitat i especificitat possibles, respectant la presència d'una condició, amb la tecnologia més avançada.
Diagnòstic prenatal
Treball de diagnòstic realitzat abans del naixement
Diagnòstic d'exclusió
Una condició mèdica la presència de la qual no es pot establir amb total confiança en la història, l'examen o les proves. Per tant, el diagnòstic és l'eliminació de totes les altres possibilitats raonables.
Diagnòstic dual
El diagnòstic de dues afeccions mèdiques o comorbiditat relacionades, però separades. El terme es referia gairebé sempre al diagnòstic d'una malaltia mental greu i d'una addicció a substàncies, però, la prevalença creixent de proves genètiques ha revelat molts casos de pacients amb trastorns genètics concomitants múltiples. 
Autodiagnòstic
El diagnòstic o la identificació d'una malaltia en un mateix. L'autodiagnòstic és molt freqüent.
Diagnòstic remot
Un tipus de telemedicina que diagnostica un pacient sense estar físicament a la mateixa habitació que el pacient.
Diagnòstic d'infermeria
En lloc de centrar-se en processos biològics, el diagnòstic d'infermeria identifica les respostes de les persones a situacions de la seva vida, com ara la disposició a canviar o la voluntat d'acceptar ajuda.
Diagnòstic assistit per ordinador
Proporcionar símptomes permet a l'ordinador identificar el problema i diagnosticar l'usuari al màxim de les seves possibilitats. El cribratge de salut comença identificant la part del cos on es troben els símptomes; l'ordinador fa referències creuades a una base de dades per a la malaltia corresponent i presenta un diagnòstic.
Sobrediagnòstic
El diagnòstic de la "malaltia" que mai no causarà símptomes, angoixa o mort durant la vida del pacient
Diagnòstic de la paperera
Una etiqueta mèdica o psiquiàtrica vaga, o fins i tot completament falsa, que s'atorga al pacient o al departament d'arxius mèdics per raons essencialment no mèdiques, com ara per tranquil·litzar el pacient proporcionant una etiqueta que soni oficialment, per fer que el proveïdor sembli efectiu, o obtenir l'aprovació per al tractament. Aquest terme també s'utilitza com a etiqueta despectiva per als diagnòstics disputats, mal descrits, utilitzats en excés o dubtosament classificats, o per descartar els diagnòstics que suposen una sobredimedicació, com l'etiquetatge de respostes normals a la fam com a hipoglucèmia reactiva.
Diagnòstic retrospectiu
L'etiquetatge d'una malaltia en una figura històrica o un esdeveniment històric específic mitjançant coneixements, mètodes i classificacions de malalties moderns.